# 丹羽裕美
丹羽 裕美（にわ ゆうみ、1990年5月11日 - ）は、日本の女子バスケットボール選手である。群馬県出身。180cm。コートネームは「ユウ」。

## 人物
神明小学校でバスケットボールを始め、桜木中学校を経て桜花学園高校に進学。高校総体とウインターカップで優勝。
早稲田大学で2011年全日本大学選手権（インカレ）優勝メンバーとなり、MVPを受賞した。
2013年、トヨタ自動車アンテロープスに加入。
2017年、東京羽田ヴィッキーズに移籍。2019-20シーズン限りで現役を引退。

## 経歴
- 桜花学園高 - 早大 - トヨタ自動車（2013年〜2017年） - 東京羽田（2017年～2020年）

## 日本代表歴
- 2009年U-19世界選手権[2]